# Conopsis amphisticha
Conopsis amphisticha — вид змій родини полозових (Colubridae). Ендемік Мексики.

## Поширення і екологія
Conopsis amphisticha мешкають в горах Сьєрра-Міхе в штаті Оахака, за деякими свідченнями також в горах Пуебли. Вони живуть в гірських соснових і сосново-дубових лісах, трапляються в хмарних лісах і в деградованих лісах. Зустрічаються на висоті від 1700 до 3080 м над рівнем моря.

## Збереження
МСОП класифікує стан збереження цього виду як близький до загрозливого. Conopsis amphisticha загрожує знищення природного середовища.